# Fórmula de Kubo
La fórmula de Kubo, que rep el seu nom del físic-matemàtic Ryogo Kubo qui va presentar la fórmula per primera vegada el 1957, és una equació que expressa la resposta lineal d'una magnitud observable a causa d'una pertorbació depenent del temps.
Entre les nombroses aplicacions de la fórmula de Kubo es poden mencionar els càlculs de les susceptibilitats de càrrega i spin dels sistemes d'electrons en resposta als camps elèctrics i magnètics aplicats, així com les respostes a forces i vibracions mecàniques externes.

## Fórmula general de Kubo
Considerem un sistema quàntic descrit pel Hamiltonià (independent del temps) {\displaystyle H_{0}}. El valor esperat d'una magnitud física a la temperatura d'equilibri {\displaystyle T}, descrit per l'operador {\displaystyle {\hat {A}}}, es pot avaluar via:
{\displaystyle \left\langle {\hat {A}}\right\rangle ={1 \over Z_{0}}\operatorname {Tr} \,\left[{\hat {\rho _{0}}}{\hat {A}}\right]={1 \over Z_{0}}\sum _{n}\left\langle n\left|{\hat {A}}\right|n\right\rangle e^{-\beta E_{n}}} ,
on {\displaystyle \beta =1/k_{\rm {B}}T} és la temperatura inversa, {\displaystyle {\hat {\rho }}_{0}} és l'operador de densitat, donat per
{\displaystyle {\hat {\rho _{0}}}=e^{-\beta {\hat {H}}_{0}}=\sum _{n}|n\rangle \langle n|e^{-\beta E_{n}}}
i {\displaystyle Z_{0}=\operatorname {Tr} \,\left[{\hat {\rho }}_{0}\right]} és la funció de partició.
Suposem ara que al cap d'un temps {\displaystyle t=t_{0}} s'aplica una pertorbació externa al sistema. La pertorbació es descriu per una dependència temporal addicional al Hamiltonià:
{\displaystyle {\hat {H}}(t)={\hat {H}}_{0}+{\hat {V}}(t)\theta (t-t_{0}),}
on {\displaystyle \theta (t)} és la funció de Heaviside (1 per a temps positius, 0 en cas contrari) i {\displaystyle {\hat {V}}(t)} és hermítica i es defineix per a tot temps t, de manera que {\displaystyle {\hat {H}}(t)} té (per {\displaystyle t-t_{0}} positius) de nou un conjunt complet de valors propis reals {\displaystyle E_{n}(t)}, que poden canviar amb el temps.
Tanmateix, es pot obtenir l'evolució temporal de la matriu de densitat {\displaystyle {\hat {\rho }}(t)} respecte de la funció de partició {\displaystyle Z(t)=\operatorname {Tr} \,\left[{\hat {\rho }}(t)\right],} tot avaluant el valor d'expectació següent 
{\displaystyle \left\langle {\hat {A}}\right\rangle ={\frac {\operatorname {Tr} \,\left[{\hat {\rho }}(t)\,{\hat {A}}\right]}{\operatorname {Tr} \,\left[{\hat {\rho }}(t)\right]}}.}
En la imatge de Schrödinger, la dependència temporal dels estats {\displaystyle |n(t)\rangle } es regeix per l'equació de Schrödinger
{\displaystyle i\hbar {\frac {\partial }{\partial t}}|n(t)\rangle ={\hat {H}}(t)|n(t)\rangle .}
Com que {\displaystyle {\hat {V}}(t)} s'ha de considerar com una petita pertorbació, és convenient utilitzar la representació de la imatge d'interacció, {\displaystyle \left|{\hat {n}}(t)\right\rangle ,} en l'ordre no trivial més baix. La dependència temporal en aquesta representació ve donada per {\displaystyle |n(t)\rangle =e^{-i{\hat {H}}_{0}t/\hbar }\left|{\hat {n}}(t)\right\rangle =e^{-i{\hat {H}}_{0}t/\hbar }{\hat {U}}(t,t_{0})\left|{\hat {n}}(t_{0})\right\rangle ,} on per definició per a tots els t i {\displaystyle t_{0}} és: {\displaystyle \left|{\hat {n}}(t_{0})\right\rangle =e^{i{\hat {H}}_{0}t_{0}/\hbar }|n(t_{0})\rangle }
En l'ordre lineal a {\displaystyle {\hat {V}}(t)}, tenim
{\displaystyle {\hat {U}}(t,t_{0})=1-{\frac {i}{\hbar }}\int _{t_{0}}^{t}dt'{\hat {V}}{\mathord {\left(t'\right)}}} .
Així s'obté el valor d'expectació d'{\displaystyle {\hat {A}}(t)} a l'ordre lineal en la pertorbació:
{\displaystyle \left\langle {\hat {A}}(t)\right\rangle =\left\langle {\hat {A}}\right\rangle _{0}-{\frac {i}{\hbar }}\int _{t_{0}}^{t}dt'{1 \over Z_{0}}\sum _{n}e^{-\beta E_{n}}\left\langle n(t_{0})\left|{\hat {A}}(t){\hat {V}}{\mathord {\left(t'\right)}}-{\hat {V}}{\mathord {\left(t'\right)}}{\hat {A}}(t)\right|n(t_{0})\right\rangle } ,
que es pot escriure de forma general com a
| {\displaystyle \langle {\hat {A}}(t)\rangle =\left\langle {\hat {A}}\right\rangle _{0}-{\frac {i}{\hbar }}\int _{t_{0}}^{t}dt'\left\langle \left[{\hat {A}}(t),{\hat {V}}{\mathord {\left(t'\right)}}\right]\right\rangle _{0}} |
Els parèntesis {\displaystyle \langle \rangle _{0}} indiquen una mitjana d'equilibri respecte al Hamiltonià {\displaystyle H_{0}.} Per tant, tot i que el resultat és a primer ordre en la pertorbació, implica només les funcions pròpies d'ordre zero, que sol ser el cas en la teoria de la pertorbació i allunya totes les complicacions que d'altra manera podrien sorgir per {\displaystyle t>t_{0}} .
L'expressió anterior és certa per a qualsevol tipus d'operadors. (Vegeu també Segona quantització).